# Антон фон Щолберг-Вернигероде
Антон фон Щолберг-Вернигероде (на немски: Anton Graf zu Stolberg-Wernigerode; * 23 октомври 1785, дворец Вернигероде; † 11 февруари 1854, Берлин) от фамилията Щолберг, е граф на Щолберг-Вернигероде в Крепелхоф в Силезия и Дирзфорт при Везел в Северен Рейн-Вестфалия, главен- и правителствен президент в Магдебург и пруски държавен министър.

## Биография

### Произход и наследство
Той е четвъртият, най-малкият син, на граф Кристиан Фридрих фон Щолберг-Вернигероде (1746 – 1824) и съпругата му графиня Августа Елеонора фон Щолберг-Щолберг (1748 – 1821), дъщеря на граф Кристоф Лудвиг II фон Щолберг-Щолберг (1703 – 1761) и Луиза Шарлота фон Щолберг-Росла (1716 – 1796). Брат е граф Хайнрих фон Щолберг-Вернигероде-Гедерн (1772 – 1854), граф Фердинанд фон Щолберг-Вернигероде-Петерсвалдау (1775 – 1854), женен на 30 декември 1810 г. в Берлин за Еберхардина фон дер Реке (1785 – 1851), сестра на съпругата му Луиза фон дер Реке, и Константин фон Щолберг-Вернигероде-Яновитц (1779 – 1817), женен на 30 септември 1804 г. в Берлин за Ернестина фон дер Реке (1786 – 1874), сестра на съпругата му Луиза фон дер Реке.
На 18 декември 1815 г. Антон фон Щолберг-Вернигероде получава от баща си Крепелхоф, днес част от Каменна Гора в Силезия. Наследява през 1831 г. господството Дирзфорт при Везел в Северен Рейн-Вестфалия от зет си фрайхер Александер фон Вилих (1753 – 1831).

### Военна и дипломатическа дейност
Антон фон Щолберг-Вернигероде започва на 4 март 1801 г. пруска военна служба. На 4 ноември 1809 г. той се пенсионира като щабен капитан с разрешение да носи региментска униформа. В началото на Освободителните войни от Наполеон (1813 – 1815) той е назначен на 27 февруари 1813 г. като адютант на принц Вилхелм Пруски. Той получава ордени. На 1 ноември 1815 г. се пенсионира и на 8 ноември 1815 г. получава титлата полковник-лейтенант.
От 11 февруари 1826 г. той също е член на пруския държавен съвет. На 1 май 1828 г. става съветник в Ландсхут/Каменна Гора в Силезия. През средата на юни 1830 г. той е приет в „Йоанитския орден“.
На 10 октомври 1830 г. той служи на кавалерията на принц Вилхелм Пруски и от 15 октомври 1830 получава заплата от 1800 талера и три рациона. На 30 май 1831 г. става полковник. На 27 юни 1832 г. той е към краля. На 11 април 1834 г. кралят го прави президент на управлението в Дюселдорф. От 1 декември 1837 г. той е главен президент на пруската провинция Саксония и президент на управлението на Магдебург. На 1 декември 1840 г. той става таен съветник и министър на кралския дом. На 7 юли 1842 г. крал Фридрих Вилхелм IV го прави държавен министър.
Като противник на революцията той трябва да напусне службите си на 18 март 1848 г. На 9 май 1848 г. той напуска войската като генерал-лейтенант. Кралят го прави на 26 юни 1851 г. на пруски полковник-кемерер и министър на кралската къща.

### Смърт
Антон фон Щолберг-Вернигероде умира на 68 години на 11 февруари 1854 г. в Берлин и е погребан във фамилното графско гробище във Вернигероде.

## Фамилия
Антон фон Щолберг-Вернигероде се жени на 12 юни 1809 г. в Берлин за фрайин Луиза фон дер Реке (* 16 октомври 1787, Берлин; † 6 април 1874, Потсдам), дъщеря на пруския министър фрайхер Еберхард Фридрих Кристоф фон дер Реке (1744 – 1818) и фрайин Елиза Доротея Луиза фон Финке (1763 – 1838). Те имат 12 деца:
- Еберхард фон Щолберг-Вернигероде (* 11 март 1810, Петерсвалдау; † 8 август 1872, Йоханисбад), женен на 26 май 1842 г. в Клемпциг за принцеса Мария Ройс-Кьостриц (* 24 юни 1822, Клемпциг; † 16 декември 1903, Гирсдорф, Силезия)
- Конрад цу Дирзфорт (* 9 юни 1811, Петерсвалдау; † 31 август 1851, Дирсфорт), женен на 4 октомври 1838 г. в Грос-Камин за фрайин Мариана фон Ромберг (* 22 януари 1821, Брун; † 14 декември 1884, Грос-Камин); има шест деца
- Удо (* 17 юли 1812; † 3 октомври 1826)
- Жени (* 3 ноември 1813, Петерсвалдау; † 17 декември 1900, Потсдам), омъжена на 12 юни 1838 г. в Магдебург за граф Иван Густав Фридрих Александер фон Келер (* 16 юни 1801, Хитцинг при Виена; † 30 май 1879, Потсдам)
- Мариана (* 18 април 1815, Крепелхоф; † 16 декември 1844, Берлин)
- Берта (* 3 декември 1816, Крепелхоф; † 22 октомври 1861, Крепелхоф)
- Елизабет (* 7 декември 1817; † 21 август 1822, Петерсвалдау)
- Шарлота (* 27 март 1821, Берлин; † 6 април 1885, Киков), омъжена на 24 юли 1851 г. в Берлин за Ханс Хуго фон Клайт-Ретцов († 20 май 1892, Киков)
- Анна (* 21 август 1822, Петерсвалдау; † 17 февруари 1868), монахиня
- Болко (* 1 януари 1823, Шлемин, Силезия; † 9 декември 1884, Ментоне), женен на 5 ноември 1853 г. в Шлемин за Елизабет фон Тун (* 22 август 1833, Берлин; † 6 февруари 1900)
- Фридерика (* 20 септември 1824; † 27 март 1848)
- Теодор фон Щолберг-Вернигероде (* 5 юни 1827, Крепелхоф; † 11 април 1902, Вернигероде), женен на 16 април 1872 г. в Бетцендорф за Клара фон дер Шуленбург (* 16 декември 1849, Пропстай Залцведел; † 8 май 1936, манастир Дрюбек)

## Галерия
- Паметна плоча на Илзещайн от 1913
- Дворец Крепелхоф
- Останки от дворец Крепелхоф в Каменна Гора
- Дворец Дирзфорт при Везел